# Malta (boisson)
Pour les articles homonymes, voir Malta.
 (février 2024).
Si vous disposez d'ouvrages ou d'articles de référence ou si vous connaissez des sites web de qualité traitant du thème abordé ici, merci de compléter l'article en donnant les références utiles à sa vérifiabilité et en les liant à la section « Notes et références ».

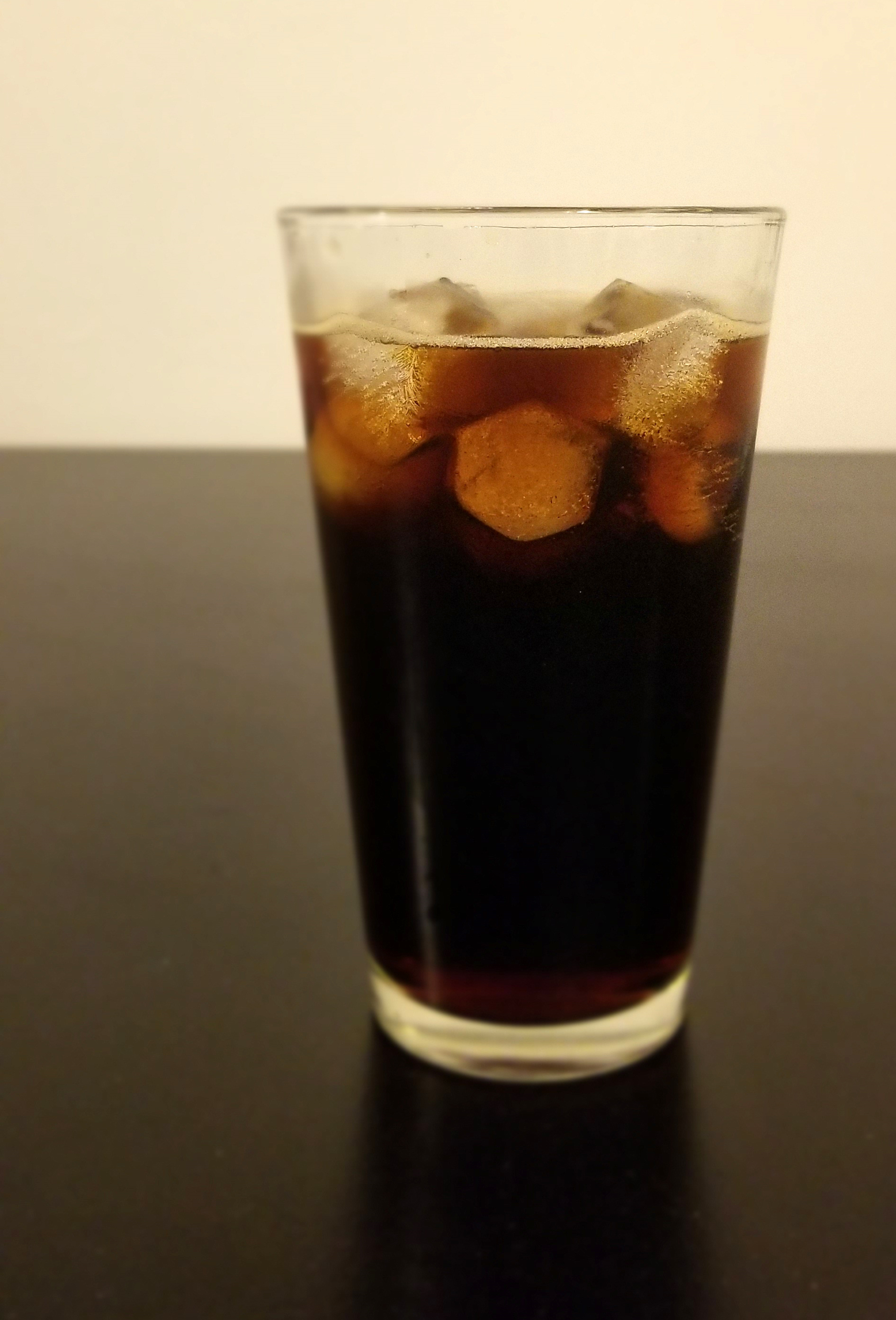
Verre de malta avec des glaçons

Le malta est une boisson maltée. Elle est préparée à partir d'orge, de houblon, d'eau et, parfois aussi, de maïs et de caramel. Très sucrée, le malta a un goût qui rappelle celui de la mélasse. Elle se consomme préférablement froide, avec de la glace. Il s'agit, comme la stout, d'une boisson maltée de couleur brun foncé, mais contrairement à cette bière, le malta est une boisson sans alcool et non fermentée.
Le malta est populaire dans les Caraïbes, notamment au Panama, au Venezuela et en Colombie, de même qu'en Afrique, comme au Nigeria, au Tchad, au Ghana et au Cameroun. On la retrouve aussi dans quelques pays d'Europe, notamment en Allemagne. Elle est plus difficile à trouver en Amérique du Nord.